# STOP MOTION (大黒摩季の曲)
「STOP MOTION」（ストップ・モーション）は、大黒摩季の1枚目のシングル。CDコードはBGDH-1026（B-Gram再発盤）。

## 概要
デビューシングル。テレビ朝日系列のドラマ『女事件記者立花圭子』の主題歌であった。
本曲は元々大黒が1991年に「STOP MOTION ～永遠に～」という曲名でSILK（大森絹子）に提供した曲であり、大黒のセルフカバー曲となる。
しかし、まだ無名だったことなどでヒットはならなかった。大黒は発売日にCD店をあちこち回ったが、どこにも自分のシングルCDが置かれていなかったことにショックを受けていた。
カップリングの「復讐GAME」は、今までどのアルバムにも未収録状態となっていたが、2016年に発売されたオールタイム・ベストアルバム『Greatest Hits 1991-2016 〜All Singles +〜』内の【BIG盤】にて初めて収録された。

## 収録曲
1. STOP MOTION
作詞：大黒摩季／作曲：大黒摩季／編曲：明石昌夫
2. 復讐GAME
作詞：大黒摩季／作曲：大黒摩季／編曲：葉山たけし
3. STOP MOTION（オリジナルカラオケ）

## 収録アルバム
「STOP MOTION」
- STOP MOTION（アルバムバージョン）
- BACK BEATs #1
- MAKI OHGURO BEST OF BEST〜All Singles Collection〜
- Greatest Hits 1991-2016 〜All Singles +〜

「復讐GAME」
- Greatest Hits 1991-2016 〜All Singles +〜（【BIG盤】のみ）